# Stazione di Priaro
La stazione di Priaro era una fermata ferroviaria posta sulla linea Genova-Pisa. Serviva la località di Priaro, all'interno dell'area urbana di Camogli.

## Storia
L'impianto, allora classificato come casa cantoniera, venne aperto all'esercizio il 23 novembre 1868 con l'attivazione della linea da Genova Brignole a Chiavari.
I complessi lavori di raddoppio della ferrovia condotti all'inizio del novecento comportarono la demolizione della galleria Ansaldo e dal 17 agosto 1914 la conseguente sospensione all'esercizio della fermata, poi riaperta il successivo 28 ottobre 1918. L'attivazione del raddoppio stesso fra Pieve Ligure e Santa Margherita avvenne per tratte fra il 1921 ed il 1923.
La fermata, distante appena poco più di 500 metri dalla Stazione di Camogli-San Fruttuoso, fu soppressa nel 1981 a motivo dello scarso movimento di passeggeri allora registrato.

## Strutture e impianti
La fermata, ubicata nel pieno centro di Camogli, era costituita da un casello e due banchine laterali rispetto ai binari.